# Marie-Ange Leurent
Pour les articles homonymes, voir Leurent.
Répertoire
Jean-Sébastien Bach, Alexandre Boëly, Dietrich Buxtehude, Gaston Litaize
Marie-Ange Leurent est une organiste, pédagogue et compositrice française née le 24 mars 1965 à Hyères.

## Biographie
Marie-Ange Leurent naît à Hyères le 24 mars 1965. Elle suit des études musicales au Conservatoire national de région de Rueil-Malmaison où elle est l'élève de Lucette Descaves en classe de piano puis commence l'étude de l'orgue auprès de Nicole Pillet-Wiener et Gaston Litaize au Conservatoire national de région de Saint-Maur-des-Fossés. Elle poursuit ses études au Conservatoire national supérieur de musique et de danse de Paris (classes de solfège, d'écriture et d'érudition) et obtient un premier prix d'orgue en 1992 dans la classe de Michel Chapuis. Elle étudie également dans cet établissement avec Michel Bouvard et Olivier Latry. Elle suit les cours de Marie-Claire Alain à l'Académie de Saint-Donat.
À 22 ans elle est titulaire du grand orgue de l'église Notre-Dame-de-Lorette de Paris.
Concertiste internationale, elle donne des concerts qui s'attachent à défendre des répertoires peu connus. Elle joue souvent en duo à quatre mains avec Éric Lebrun. Elle a donné pendant plusieurs années un récital quotidien différent pendant l'été sur l'orgue historique de l'église Santa Maria de Mahon (es) en Espagne.
Marie-Ange Leurent a enregistré avec Éric Lebrun les œuvres complètes d'Alexandre-Pierre-François Boëly, Dietrich Buxtehude et Gaston Litaize et l'intégrale de l'œuvre de Jean-Sébastien Bach sur des instruments de divers pays d'Europe. Elle a obtenu le Grand Prix du Disque de l'Académie Charles-Cros en 2006 (Interprète de l'année avec Eric Lebrun).
Elle a enseigné à l'Université de Paris IV-Sorbonne (on lui doit divers ouvrages pédagogiques publiés dans ce cadre), au Conservatoire national supérieur de musique et de danse de Paris (formation musicale, écriture musicale), puis l'orgue au conservatoire Leo Delibes de Clichy, et au conservatoire de Saint-Mandé.
Elle est également compositrice et publie chez Chanteloup Musique Les proverbes en musique en 2015, Les Tables de multiplication en chansons en 2019 et Les verbes au présent en chansons en 2020.
Le compositeur Valéry Aubertin lui a dédié sa Sonatine pour les étoiles, ainsi que  sa Troisième sonate.

## Discographie
- Dietrich Buxtehude : intégrale de l'œuvre d'orgue, grand prix du disque de l'Académie Charles Cros (Coffret 6 Cd Bayard Musique)
- Alexandre Pierre François Boëly : première intégrale de l'œuvre d'orgue, choc du Monde de la musique (Coffret 8 Cd Bayard Musique)
- Gaston Litaize : intégrale de l'œuvre d'orgue (coffret 5 Cd Bayard Musique)
- Musique pour le temps de Noël aux grandes orgues historiques de Santa-Maria de Mahon (1 CD Solstice)
- Gaston Litaize : anthologie (K617)
- Gaston Litaize : douze pièces grand orgue, premier enregistrement mondial, préface d’Henri Dutilleux  (1 CD K 617)
- Gaston Litaize : vingt-quatre préludes liturgiques, premier enregistrement mondial (1 CD Solstice)
- Gaston Litaize : Missa solemnior, Cortège, Sonate à deux, Chant de Pâques (1 CD Solstice)
- Valéry Aubertin : première et troisième sonate, sonatine pour les étoiles, Improvisation Kandinsky 1914 (Coffret 2 CD Disques du Triton avec Valéry Auvertin, Michel Bourcier et Pierre Farago)
- Éric Lebrun : Vingt Mystères du Rosaire, pour violon, violoncelle, harpe et grand orgue, par André Garnier et Isabelle Lesage, violon, Philippe Bary, violoncelle, Clara Izambert, harpe, Lucie Flesch, Béatrice Piertot, Yannick Merlin, Marie-Ange Leurent et Eric Lebrun, orgue. (2 Cd Bayard Musique, 2010)
- Franz Liszt : Œuvres sacrées pour orgue, Marie-Ange Leurent et Eric Lebrun à l'orgue historique de Barr. (2 CD Bayard Musique, 2010)
- Marie porte du Ciel : anthologie mariale à l'orgue de Santa-Maria de Mahon, accompagnée de motets interprétés par la Maîtrise de Dijon (1 CD Bayard-Musique 2011).
- J.S. Bach : Inventions et Sinfonies à l'orgue de Saint-Cyprien en Périgord (1 CD Bayard-Musique 2012)
- Mille ans de Noëls : de Perotin à Eric Lebrun à l'orgue de Villeneuve-sur-Yonne, (1 Cd Chanteloup-Musique 2013)- L'œuvre d'orgue de Mozart à l'orgue Yves Fossaert de Bourron-Marlotte (1 CD Monthabor 2014)
- Musique pour les funérailles aux orgues de Bourron-Marlotte et de Villeneuve-sur-Yonne (1 CD Monthabor 2014)
- Les plus belles pièces pour orgue (2 CD Monthabor 2014)
- L'Art de la fugue de J.S. Bach (2 CD Monthabor 2015)
- Intégrale de l'œuvre d'orgue de J.S. Bach vol 1 : Partitas, Chorals d'Arnstadt (2 CD Monthabor 2016)
- Intégrale de l'œuvre d'orgue de J.S. Bach vol 2 : Orgelbüchlein, Chorals Kirnberger (2 CD Monthabor 2016)
- Intégrale de l'œuvre d'orgue de J.S. Bach vol 3 : Clavier Übung III, Chorals divers (2 CD Monthabor 2017)
- Intégrale de l'oeuvre d'orgue de J.S. Bach vol 4 : Chorals de Leipzig, Chorals divers (2 CD Monthabor-Chanteloup-Musique 2017)
- Intégrale de l'oeuvre d'orgue de J.S. Bach vol 5 : Concertos, fantaisies et fugues, pièces diverses dans le style italien (2 CD Monthabor-Chanteloup Musique 2018)